# スポーツパークまつばら
スポーツパークまつばらは、2015年7月にオープンした、大阪府松原市に位置するスポーツ施設。スケートボードとフットサル用の設備を備えている。利用者である西矢椛の2020年東京オリンピック金メダル受賞を受け、設備の拡大と改称を検討している。

## 設備
阪神高速道路大和川線の高架下がスポーツゾーンに転用されている。小規模な複合スポーツ施設であり、約850平方メートルのスケートパークと、3面のフットサルコートが備わっている。その面積ゆえ、スケートパークの利用は一度に30人が上限とされる。
支配人は太健二。

## 沿革
大阪府松原市では公園でのスケートボードにより設備が破損する事態が起こっており、松原市は安全にスケートボードを行える環境を整えるべくスポーツパークの設置を決定した。2015年1月には指定管理者の募集を実施し、ミズノを指定管理者に迎えて7月4日に開設に至った。
2021年7月に開催された2020年東京オリンピックでは、オープン当初から施設を利用していた西矢椛がスケートボード女子ストリートで金メダルを獲得した。これを受けて松原市長の澤井宏文は「西矢椛記念パーク」への改称を検討していると発表した。また、東京オリンピックでのスケートボード会場である有明アーバンスポーツパークのような本格的なスポーツ施設への改修も目指しており、西矢の監修を希望しているとコメントした。
東京オリンピックを機に、スケートボードの利用者が約4割増えて安全性の懸念が浮上したことを踏まえ、同年9月に澤井が施設の拡充を発表。約3000万円の事業費を投入し、阪神高速の高架下に位置する約300平方メートルの敷地に上級者用のスケートパークを開設する見込みである。